# Lothar Kolditz

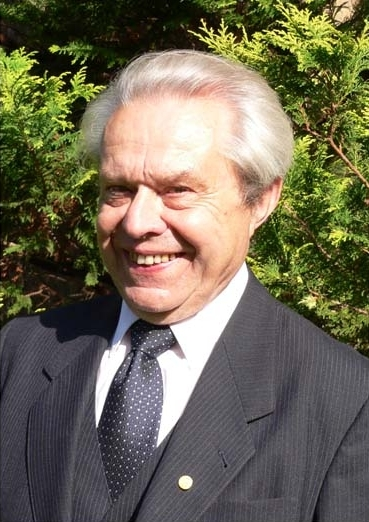
Lothar Kolditz (2007)

Lothar Kolditz (* 30. September 1929 in Albernau, Amtshauptmannschaft Schwarzenberg, Sachsen; † 7. Mai 2025 in Fürstenberg/Havel) war ein deutscher Chemiker, Hochschullehrer sowie Autor und Herausgeber von  Lehrbüchern zur anorganischen Chemie.
Kolditz war von 1981 bis 1989 parteiloser Präsident des Nationalrates der Nationalen Front, von 1982 bis 1990 Mitglied des Staatsrates der DDR und von 1986 bis 1990 für den Kulturbund der DDR parteiloser Abgeordneter der Volkskammer der DDR.

## Werdegang

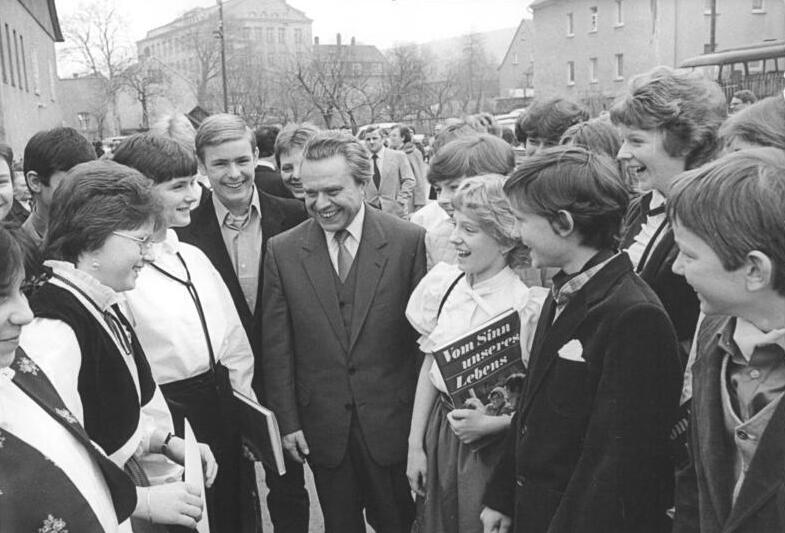
Lothar Kolditz mit Teilnehmern der Jugendweihe in seiner Heimatgemeinde Zschorlau, 1984

Kolditz wurde in Albernau in der heutigen Gemeinde Zschorlau im Erzgebirge geboren als Sohn des Tischlers Paul Kolditz und seiner Ehefrau Ella, geborene Bauer. Von 1941 bis 1948 besuchte er das Gymnasium in Aue (Sachsen).
Nach dem Abitur studierte Kolditz von 1948 bis 1952 Chemie an der Humboldt-Universität zu  Berlin mit Abschluss als Diplom-Chemiker. Seine Diplomarbeit Über Kaliumborfluoridtetraschwefeltrioxyd und die Darstellung von Trisulfurylfluorid entstand unter Anleitung von Hans-Albert Lehmann.
Hier wurde er 1954 auch zum Dr. rer. nat. promoviert; die Dissertation Über Polyarsenatophosphate wurde unter Anleitung des Lehrstuhlinhabers Erich Thilo (1898–1977) angefertigt. Anschließend habilitierte sich Kolditz 1957 mit einer Arbeit Über Verbindungen von fünfwertigem Phosphor, Arsen und Antimon mit Fluor und Chlor.
Kolditz war seit 1951 verheiratet mit Ruth, geb. Schramm; das Ehepaar hatte zwei erwachsene Töchter und lebte in Steinförde. Kolditz verstarb am 7. Mai 2025.

## Hochschul- und Universitäts-Professor
Nach seiner Habilitation  erhielt er 1957 eine Berufung zum Professor mit Lehrauftrag für anorganische und Radiochemie an die Technische Hochschule Leuna-Merseburg. Nach der Emeritierung von Franz Hein (1892–1976) wurde Kolditz im Jahre 1959 an die Friedrich-Schiller-Universität Jena berufen. Dort war er bis 1962 Professor für anorganische Chemie und Direktor des Anorganisch-Chemischen Instituts.
Im Jahre 1962 kehrte Kolditz zurück an die Humboldt-Universität nach Berlin (HUB), zunächst als Professor mit Lehrstuhl und Direktor des Ersten Chemischen Instituts (1962–1968). Von 1965 bis 1968 war er zugleich Prorektor für Naturwissenschaften der HUB. 1969 erfolgte seine Wahl als Korrespondierendes Mitglied in die Deutsche Akademie der Wissenschaften (DAW). Nach der 3. Hochschulreform des Jahres 1968  übernahm er von 1971 bis 1979 als Direktor die Sektion Chemie der HUB. 1972 wurde er zum Ordentlichen Mitglied der Akademie der Wissenschaften der DDR (AdW) gewählt.

## Akademie-Professor
Von 1980 bis 1990 war Kolditz an der AdW als Direktor des Zentralinstituts für Anorganische Chemie (ZIAC) in Berlin tätig. Das ZIAC war 1971 entstanden durch Vereinigung des 1952 gegründeten Instituts für anorganische Chemie und des 1951 gegründeten Instituts für angewandte Silicatforschung. Mit der Auflösung der AdW und somit auch des ZIAC zum 31. Dezember 1991 ging Kolditz in den Vorruhestand und lebte seitdem in Steinförde, das 2003 als Ortsteil in die Stadt Fürstenberg/Havel eingemeindet wurde, wo er 2025 starb.

## Forschungsschwerpunkte und publizistische Tätigkeit

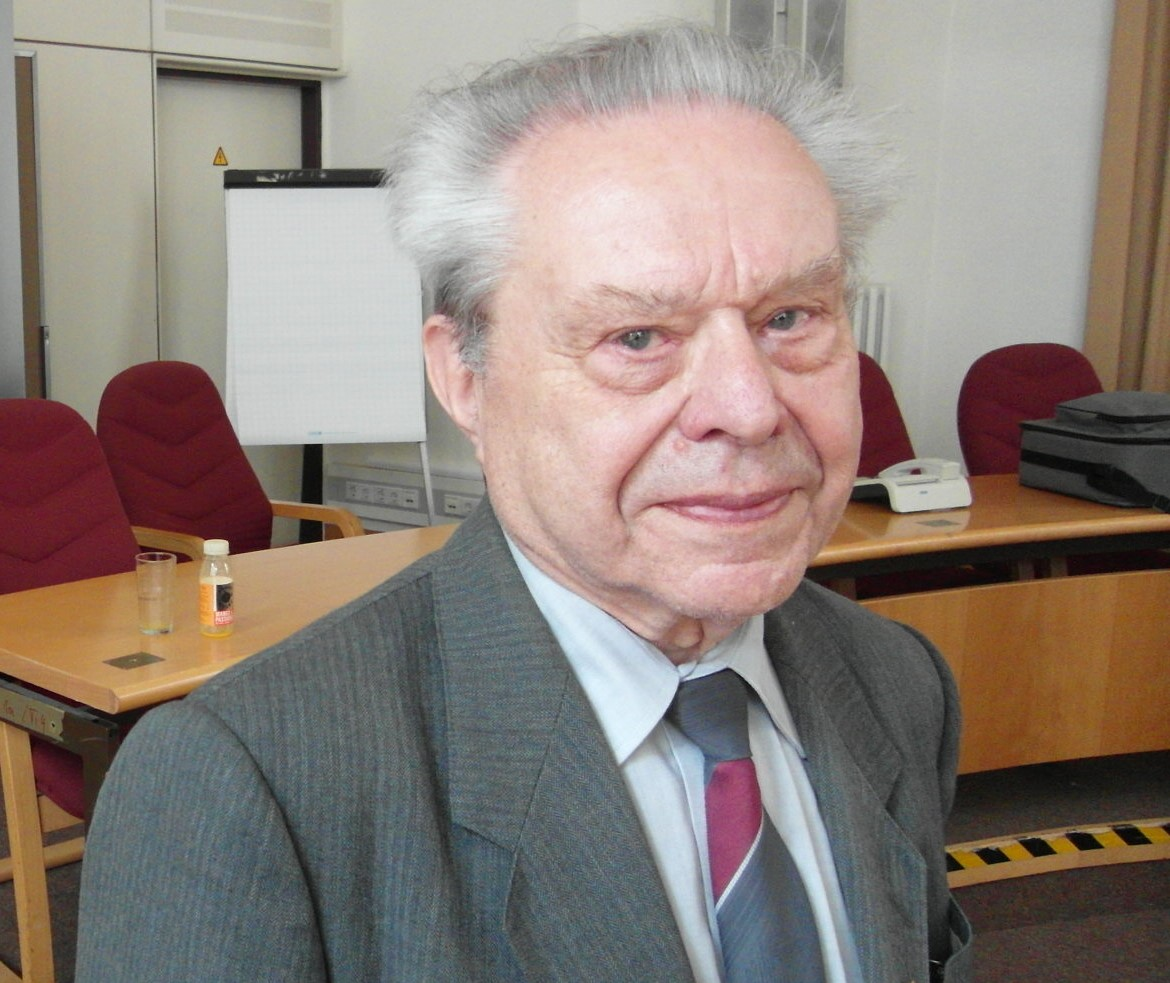
Lothar Kolditz bei der Leibniz-Sozietät (2014)

Seit seiner Promotion 1954 an der HUB beschäftigte sich Kolditz mit Radiochemie und der Chemie der Halogene, besonders der des Fluors:
- Halogenchemie: Untersuchung reiner und gemischter Halogenide, von Oxo- und Thio-fluoro-Komplexen; Kinetik von Halogenierungsreaktionen (z. B. der Gasphasenfluorierung in Gegenwart geeigneter Katalysatoren); Verwertung einheimischer Rohstoffe und Abprodukte
- Festkörperchemie: Reaktivität von Festkörpern bei der Zersetzung von Halogeno- und Oxo-Komplexen.

Im Zentralinstitut für Anorganische Chemie (ZIAC) der AdW wurden unter Leitung von Kolditz seit 1980 als Forschungsschwerpunkte neben der Halogenchemie die Phosphorchemie, die Silicatchemie und die Entwicklung moderner Glas- und Keramikwerkstoffe betrieben. Beispielsweise wurden auf Fluorcarbonbasis Blutersatzstoffe entwickelt, außerdem Schmierstoffe und selbstschmierende chemisch verankerte Überzüge auf Metallen.
Die publizistische Tätigkeit von Kolditz umfasst etwa 350 Originalveröffentlichungen in Fachzeitschriften, 37 Patente sowie  weit über 200 Kolloquiumsvorträge im In- und Ausland bzw. Plenar- und Hauptvorträge auf nationalen und internationalen Tagungen. Er war langjähriges Mitglied in den Redaktionskollegien mehrerer Zeitschriften: 1971–1991 Journal of Fluorine Chemistry, 1981–1991 Chemie der Erde, 1960–1962 Urania, 1964–1990 Wissenschaft und Fortschritt, 1960–1990 Mitherausgeber der Zeitschrift für Chemie, 1983–1987 ständiger Mitarbeiter der Zeitschrift für anorganische und allgemeine Chemie (damaliger Chefredakteur Günther Rienäcker), 1988–1990 Chefredakteur dieser Zeitschrift.
Aus seinem wissenschaftlichen Umfeld sind eine Reihe von Wissenschaftlern und Hochschullehrern hervorgegangen:  Ursula Bentrup (* 1954), Rostock/Berlin; Eberhard Brink (* 1938) Eichwalde; Ursula Calov (* 1937), Berlin; Siegfried Engels (* 1932), Eggersdorf; Adalbert Feltz (* 1934), Deutschlandsberg/Österreich; Ingomar Fitz (* 1939), Falkensee; Günther Furcht (1937–2007), Eberswalde; Dieter Hass (1934–1996), Berlin; Günther Kauschka (* 1941), Berlin; Hans-Peter Krause (* 1939), Berlin; Hans-Joachim Lunk (* 1941), Towanda/USA; Chen-Sou Lung (* 1935), PR China; Michael Luthardt (* 1953), Lehrte bei Hannover; Dirk-Henning Menz (* 1953), Augsburg; Thomas Moya (* 1949), Santiago de Chile; Volker Nitzsche (* 1942), Berlin; Brigitte Nußbücker (* 1935), Oranienburg; Henry Preiss (* 1935), Berlin; Ullrich Prösch (1931–2015), Berlin; Andre Radde (* 1952), Berlin/Bonn; Walter Rehak (* 1933), Wien; Walter Röhnsch (1929–1996), Berlin; Dieter Sarrach (* 1931), Berlin; Werner Schmidt (1930–1993), Berlin; Wolfgang Schiller (* 1944), Berlin; Martin Schönherr (1937–2007), Berlin; Gudrun Scholz (* 1956), Berlin; Senta Völter (* 1943), Berlin; Wolfgang Wilde (* 1935), Berlin.

## Politisches Wirken

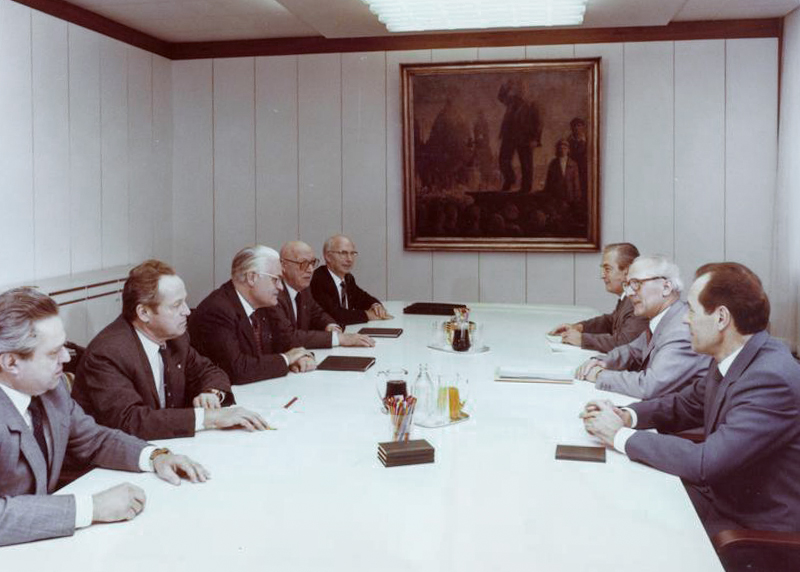
Lothar Kolditz (links) als Präsident des Nationalrats der Nationalen Front auf einer Beratung der Vorsitzenden der Blockparteien mit dem Generalsekretär des ZK der SED, 1982

Im September 1971 wurde Lothar Kolditz in die Wahlkommission der DDR zur Wahl der Volkskammer und der Bezirkstage am 14. November 1971 berufen. Von September 1980 bis Oktober 1981 war er als Nachfolger von Josef Stanek Vorsitzender des Bezirksausschusses Berlin der Nationalen Front.
Am 30. Oktober 1981 wurde Kolditz zum Präsidenten des Nationalrates der Nationalen Front und im Juli 1982 auch zum Mitglied des Staatsrates der DDR gewählt. Ferner war er von 1983 bis 1990 Mitglied des Präsidiums des Zentralvorstandes der Gesellschaft für Deutsch-Sowjetische Freundschaft und von 1986 bis 1990 Mitglied des Präsidialrates des Kulturbundes der DDR.
Zur Volkskammerwahl 1986 überreichte Lothar Kolditz als Präsident des Nationalrats der Nationalen Front im Mai 1986 den Wahlvorschlag der Nationalen Front an den Vorsitzenden der Wahlkommission der Republik, Egon Krenz. Der Wahlvorschlag erhielt nach dem amtlichen Ergebnis 99,94 % Zustimmung. Damit wurde Lothar Kolditz auch selbst in die Volkskammer gewählt, der er als Mitglied der Kulturbund-Fraktion als parteiloser Abgeordneter bis zum Ende der Wahlperiode 1990 angehörte.
Im Rahmen der Wende und friedlichen Revolution in der DDR trat Kolditz am 7. Dezember 1989 als Präsident des Nationalrats der Nationalen Front zurück. Ein neuer Präsident wurde nicht mehr gewählt, die Nationale Front wurde in der Folge aufgelöst.

## Veröffentlichungen (Auswahl)
Buchpublikationen
- Radiochemie. In: Gustav Hertz: Lehrbuch der Kernphysik, Band III, Angewandte Kernphysik. B. G. Teubner Verlagsgesellschaft, Leipzig 1962.
- Hrsg.: Włodzimierz Trzebiatowski: Lehrbuch der anorganischen Chemie. Deutscher Verlag der Wissenschaften, Berlin 1963, 6. Auflage 1970 (Übersetzung aus dem Polnischen).
- Halides of Arsenic and Antimony. In: H. J. Emeleus und A. G. Sharpe (Hrsg.): Advances in Inorganic Chemistry and Radiochemistry. Vol. 7. Academic Press, New York/London 1965.
- Halides of Arsenic and Antimony. In: Gutmann (Hrsg.): Halogen Chemistry. Vol. 2. Academic Press New York/London 1967.
- Hrsg.: Anorganikum: Lehr- und Praktikumsbuch der anorganischen Chemie; mit einer Einführung in die physikalische Chemie. Deutscher Verlag der Wissenschaften, Berlin 1967, 12. Auflage 1989; Johann Ambrosius Barth Verlag, Leipzig-Berlin-Heidelberg, 13. Auflage 1993. Russische Übersetzung: Mir Verlag, Moskva 1984.
- Verbindungen von Niob und Tantal. In: Niedenzu, Lexington, Kentucky (Hrsg.): Houben-Weyl, Methodicum Chimicum. Band VIII. Georg Thieme Verlag, Stuttgart und  Academic Press, New York/London 1974 (auch engl. Ausgabe Compounds of Nb and Ta).
- mit Günter Kauschka: Austauschreaktionen. In: Neuere Entwicklungen der anorganischen Chemie. Deutscher Verlag der Wissenschaften, Berlin 1974.
- Hrsg. und Mitautor: Anorganische Chemie. (Lehrbuch). Deutscher Verlag der Wissenschaften, Berlin 1978, 3. Auflage 1990. Polnische Übersetzung, Warschau 1994.
- mit Jurij Alexandrovič Buslaev und Eleonora Alexandrovna Kravčenko: Nuclear quadrupole resonance in inorganic chemistry. Deutscher Verlag der Wissenschaften, Berlin 1987.
- Perfluorohalogenoorgano Compounds of Main Group Elements. In: Gmelin Handbook of Inorganic and Organometallic Chemistry. 8th Edition, 2nd  Supplement, Vol. 1. Springer Verlag 1994.
- Die Lindenuniversität 1945 bis 1990 – Wiederaufbau, Konsolidierung und Turbulenzen in der Chemie, das Prorektorat für Naturwissenschaften. In: Wolfgang Girnus und Klaus Meier (Hrsg.): Die Humboldt-Universität Unter den Linden 1945 bis 1990. S. 239–248. Leipziger Universitätsverlag, Leipzig 2010.
- Preparation of Fluorine-Containing Molecular Halides and Heteropolar Salts with Elements of Group 15 and Niobium and Tantalum Halides; Fluoro and Fluorohydroxy Complexes of As, Sb and Sn. In: ed. by Herbert W. Roesky: Efficient Preparations of Fluorine Compounds. A John Wiley & Sons, Inc. Publication 2013, S. 108–120.

Zeitschriften
Veröffentlichungen in internationalen Zeitschriften sowie besonders in Zeitschrift für anorganische und allgemeine Chemie und in Zeitschrift für Chemie.
Leibniz-Sozietät
Veröffentlichungen im Rahmen der Leibniz-Sozietät der Wissenschaften zu Berlin:
- Rohstoffe und Energie. Sitzungsberichte Leibniz-Sozietät, Heft 1/2. Reinhardt Becker Verlag, Velten bei Berlin 1994, S. 105–115.
- Zur Chemie des Fluors. Sitzungsberichte Leibniz-Sozietät, Band 7, Heft 7. Reinhardt Becker Verlag, Velten bei Berlin 1995, S. 5–23.
- Informationsverarbeitung in der Wissenschaft – Buchdruck und Internet. Sitzungsberichte Leibniz-Sozietät, Band 33, Heft 6. trafo Wissenschaftsverlag, Berlin 1999, S. 71–90.
- Die Anorganische Chemie an der Akademie der Wissenschaften und das Zusammenwirken mit Hochschul- und Industrieeinrichtungen in der Hauptforschungsrichtung Anorganische Chemie. Abhandlungen Leibniz-Sozietät, Band 6: Wolfdietrich Hartung und Werner Scheler (Hrsg.): Die Berliner Akademie nach 1945, Zeitzeugen berichten. trafo Wissenschaftsverlag, Berlin 2001, S. 127–133.
- Evolution – Intelligenz – Toleranz. Sitzungsberichte Leibniz-Sozietät, Band 56, Heft 5. trafo Wissenschaftsverlag, Berlin 2002, S. 97–105.
- Entwicklung von Toleranz. Sitzungsberichte Leibniz-Sozietät, Band 65. trafo Wissenschaftsverlag, Berlin 2004, S. 19–26.
- Chemie und Zeit. Sitzungsberichte Leibniz-Sozietät, Band 80. trafo Wissenschaftsverlag, Berlin 2005, S. 115–123.
- Zur Komplexität der Thematik Versorgung mit Energie und Rohstoffen. Sitzungsberichte Leibniz-Sozietät, Band 82. trafo Wissenschaftsverlag, Berlin 2005, S. 151–160.
- Evolution der chemischen Verbindungen. Sitzungsberichte Leibniz-Sozietät, Band 85. trafo Wissenschaftsverlag, Berlin 2006, S. 57–79.
- Festkörperchemie und eine Betrachtung über Dogmen, Theorien, Hypothesen. Sitzungsberichte Leibniz-Sozietät, Band 93. trafo Wissenschaftsverlag, Berlin 2007, S. 71–89.
- Allgemeinbildung und Naturwissenschaften, Erfahrungen im Lernen und Lehren. Gesellschaft und Erziehung, Historische und Systematische Perspektiven, Band 6. In: Dieter Kirchhöfer und Christa Uhlig (Hrsg.): Naturwissenschaftliche Bildung im Gesamtkonzept von schulischer Allgemeinbildung. Peter Lang Internationaler Verlag der Wissenschaften, Frankfurt/M. 2009, S. 47–57.
- Kollektivität und Emergenz – die Weltformel. Sitzungsberichte Leibniz-Sozietät, Band 105. trafo Wissenschaftsverlag, Berlin 2010, S. 91–106.
- Deterministisches Chaos und Gesellschaft. Sitzungsberichte Leibniz-Sozietät, Band 110. trafo Wissenschaftsverlag, Berlin 2011, S. 107–122.
- Die Berliner Akademie und die Berliner Universität im Wandel der Zeiten – Eine Betrachtung aus naturwissenschaftlicher Sicht. Abhandlungen Leibniz-Sozietät, Band 29. In: Hubert Laitko und Herbert Hörz (Hrsg.): Akademie und Universität in historischer und aktueller Sicht. trafo Wissenschaftsverlag, Berlin 2013.
- Zur Energiefrage. In: Energiewende. Abhandlungen Leibniz-Sozietät, Band 31. trafo Wissenschaftsverlag, Berlin 2014, S. 133–135.
- Big Data – Die große Datenflut, Theorien und Modelle. In: Frank Fuchs-Kittowski, Werner Kriesel (Hrsg.): Informatik und Gesellschaft. Festschrift zum 80. Geburtstag von Klaus Fuchs-Kittowski. Peter Lang Internationaler Verlag der Wissenschaften, PL Academic Research, Frankfurt a. M.; Bern; Bruxelles; New York; Oxford; Warszawa; Wien 2016, S. 253–260, ISBN 978-3-631-66719-4 (Print), E-ISBN 978-3-653-06277-9 (E-Book).

Veröffentlichungen in der Internetzeitschrift "Leibniz Online":
- Zufall – Betrachtung aus naturwissenschaftlicher Sicht. Internetzeitschrift Leibniz Online, Jahrgang 2012, Nr. 14, www.leibnizsozietaet.de.
- Gedankenübertragung und quantenphysikalische Verschränkung. Internetzeitschrift Leibniz Online, Jahrgang 2013, Nr. 15, www.leibnizsozietaet.de.
- Big Data – Die große Datenflut, Theorien, Modelle und Berechenbarkeit. Internetzeitschrift Leibniz Online, Jahrgang 2015, Nr. 18, www.leibnizsozietaet.de
- Entropie, Selbstorganisation und Evolution, der Energieaustausch. Internetzeitschrift Leibniz Online, Jahrgang 2016, Nr. 23, www.leibnizsozietaet.de
- Entropie, Information und Energie, Feldwirkung und Verschränkung. Internetzeitschrift Leibniz Online, Jahrgang 2017, Nr. 27, www.leibnizsozietaet.de
- Über Entwicklung von Erkenntnis und rational wissenschaftlicher Denkweise. Internetzeitschrift Leibniz Online, Jahrgang 2018, Nr. 31, www.leibnizsozietaet.de

## Mitgliedschaften, Ehrungen und Auszeichnungen
- 1965–1990 Mitglied des Wissenschaftlichen Beirates des Ministeriums für Hoch- und Fachschulwesen (MHF)
- 1969 Korrespondierendes Mitglied der Deutschen Akademie der Wissenschaften (DAW)
- 1971 Ehrenmitglied der Tschechoslowakischen Chemischen Gesellschaft
- 1972 Nationalpreis der DDR, III. Klasse für Wissenschaft und Technik
- 1972 Ordentliches Mitglied der Akademie der Wissenschaften der DDR (AdW)
- 1976 Clemens-Winkler-Medaille der Chemischen Gesellschaft der DDR[5]
- 1980–1990 Mitglied des Wissenschaftlichen Rates des Forschungsprogramms Chemie der DDR, in diesem Programm Beauftragter für die Hauptforschungsrichtung (HFR) Anorganische Chemie.
- 1980–1990 Berater im Ministerium für Wissenschaft und Technik (MWT)
- 1983 Ehrenpromotion (Dr. h. c.) der Bergakademie Freiberg/Sachsen
- 1984 Vaterländischer Verdienstorden in Gold
- 1988 Auswärtiges Mitglied der Akademie der Wissenschaften der UdSSR
- 1989 Ehrenmitglied der Chemischen Gesellschaft
- 1989 Ehrentitel Hervorragender Wissenschaftler des Volkes
- 1992 Auswärtiges Mitglied der Russischen Akademie der Wissenschaften
- 1993 Mitglied der Leibniz-Sozietät der Wissenschaften zu Berlin, 1996–2000 Stellvertretender Sekretar der Klasse Naturwissenschaften, 2000–2008 Vizepräsident, 2019 Ehrenurkunde für 50-jährige Akademiemitgliedschaft.